# Владимировка (Красноградский район)
Владимировка (укр. Володимирівка), село, 
Владимировский сельский совет, 
Красноградский район, 
Харьковская область.
Код КОАТУУ — 6323380501. Население по переписи 2001 года составляет 378 (167/211 м/ж) человек.
Является административным центром Владимировского сельского совета, в который, кроме того, входят сёла
Варваровка, 
Копанки, 
Лукашовка, 
Александровка и
посёлок Садовое.

## Географическое положение
Село Владимировка находится на расстоянии в 2 км от реки Вшивенькая (правый берег). 
К селу примыкает посёлок Садовое. 
По селу протекает пересыхающий ручей с несколькими запрудами. 
К селу примыкают большие садовые массивы. 
На расстоянии в 2 км проходит автомобильная дорога М-18 (E 105).

## Происхождение названия
Владимировка названа в честь В. И. Ленина.

## История
- 1924 — дата основания.

## Экономика
- Молочно-товарная, птице-товарная и свино-товарная фермы.

## Объекты социальной сферы
- Школа.
- Клуб.
- Спортивная площадка.

## Достопримечательности
- Братская могила советских воинов.